# Kościół św. św. Bartłomieja i Anny w Wabczu
Kościół św. św. Bartłomieja i Anny w Wabczu – kościół rzymskokatolicki we wsi Wabcz, powstały w XIII w. i w 1706 rokudobudowano do niego kaplicę św Anny której fundatorką była Anna Konojadzka  z domu Wapczyńska.. Kościół wzniesiony z kamieni polnych, łamanego granitu i cegły. W 1288 roku mistrz krajowy Meinhart z Qwerfurtu odnowil lokacje Wabcza i wiemy też z tego dokumentu, że w 1288 roku stał już murowany kościół. Autorzy programu prac konserwatorskich i rekonstrukcyjnych kościoła parafialnego św. Bartłomieja w Wabczu (Toruń, kwiecień-czerwiec 1997) przesuwają czas jego budowy nawet na XII wiek, sugerując jednocześnie, że został on w sposób znaczący przebudowany w XIV wieku.
Orientowaną, gotycką świątynię umiejscowiono na morenowym wzniesieniu. Do budowy dolnych partii użyto polnych kamieni i granitu, do górnych wykorzystano cegłę. Posiada wyodrębnione prezbiterium oraz masywną, oskarpowaną wieżę o czterech kondygnacjach. Wieża przylega do południowej ściany korpusu nawowego. Artykułowana jest blendami i otworami okiennymi, zwieńczona krenelażem i ostrosłupowym, murowanym hełmem. Nawę kościoła zdobią trzy gotyckie, bogato profilowane portale.
Wyposażenie salowego wnętrza pochodzi głównie z baroku, najcenniejszym jego elementem jest umieszczona w głównym ołtarzu gotycka rzeźba Matki Boskiej z Dzieciątkiem z ok. 1380 r.